# Kobylany (Chorkówka)
Kobylany ist eine Ortschaft mit einem Schulzenamt der Gemeinde Chorkówka im Powiat Krośnieński der Woiwodschaft Karpatenvorland in Polen.

## Geographie
Der Ort liegt am Bach Łąka, einem Zufluss der Iwla, im Sanoker Flachland. Die Nachbarorte sind Leśniówka im Norden, Chorkówka und Bóbrka im Nordosten, Łęki Dukielskie im Osten, Draganowa und Głojsce im Süden, sowie Faliszówka, Nienaszów und Sulistrowa im Westen.

## Geschichte

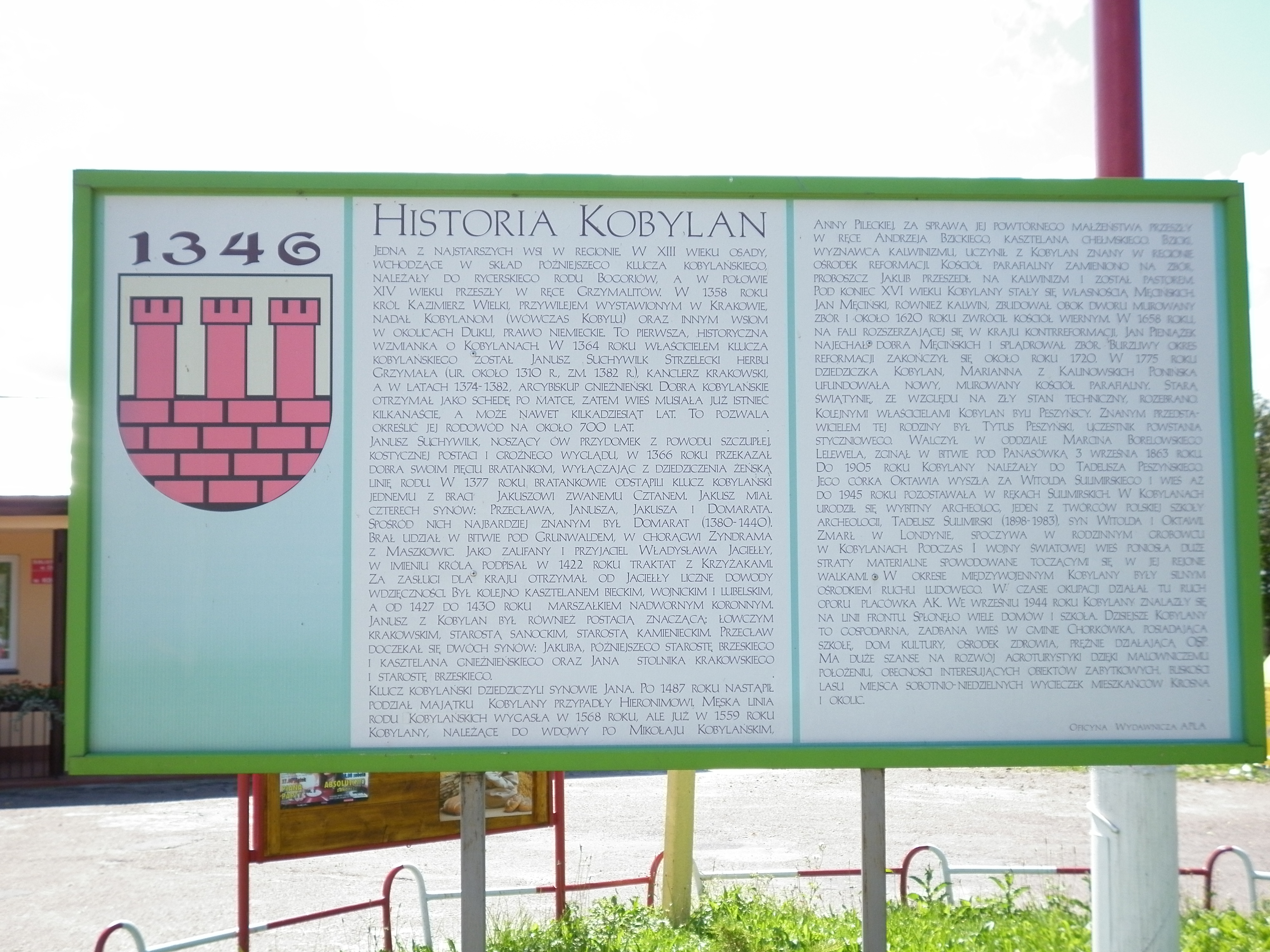
Geschichte von Kobylany

Der Ort wurde im Jahr 1358 als Cobile erstmals urkundlich erwähnt, als er das deutsche Recht vom König Kasimir dem Großen erhielt. Der ursprüngliche Name wurde vom Adjektiv kobyli (vgl. kobyła – Stute oder eine hölzerne Sperre, die Eingang in Stadt verstellt) abgeleitet, ab dem Jahr 1397 Cobilany (1401 auch Cobilno oder 1405 Kobilin), was die Bewohner (der Suffix -any) des Orts Kobyle bezeichnet.
Politisch gehörte das Dorf zum Königreich Polen (ab 1569 in der Adelsrepublik Polen-Litauen), Woiwodschaft Krakau, Kreis Biecz. Die Ortskirche wurde in der Zeit der Reformation unter die Familie Męciński zum Sitz einer helvetischen Gemeinde. Der örtlichen kalvinistische Priester Jakub Bzicki und ein anderer Jakub nahmen an den Synoden in Pińczów und Włodzisław teil. Um 1620 wurde der Sitz dieser Gemeinde aus der Kirche in den Gutshof verlegt, später wurde ein eigenes Bethaus erbaut. Später wurden dort helvetische Pastoren, wie Paweł Ryzer und Paweł Petroselin tätig. Der Kalvinismus in Kobylany ging erst 1720 völlig unter.

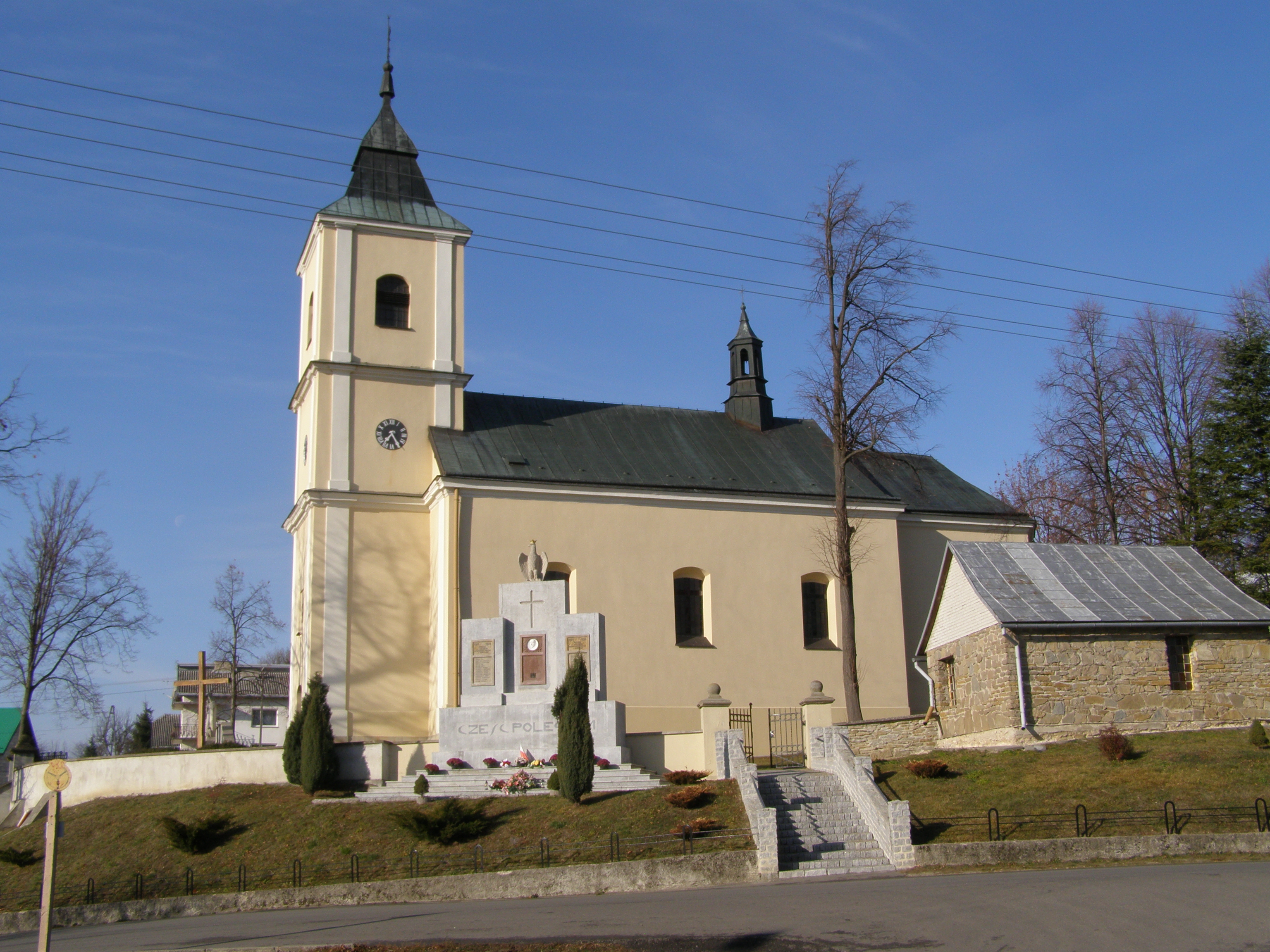
Ortskirche aus dem Jahr 1775

Bei der Ersten Teilung Polens kam Kobylany 1772 zum neuen Königreich Galizien und Lodomerien des habsburgischen Kaiserreichs (ab 1804). Ab dem Jahr 1855 gehörte Kobylany zum Bezirk Krosno.
Nach dem Ende des Ersten Weltkriegs und dem Zusammenbruch der Habsburgermonarchie kam Kobylany 1918 zu Polen. Unterbrochen wurde dies nur durch die deutsche Besetzung Polens im Zweiten Weltkrieg. Von 1975 bis 1998 gehörte Kobylany zur Woiwodschaft Krosno.